# Fulvetta du Manipur
Fulvetta manipurensis
Espèce
Statut de conservation UICN

 LC  : Préoccupation mineure
La Fulvetta du Manipur (Fulvetta manipurensis), anciennement Alcippe du Manipur, est une espèce d’oiseaux de la famille des Paradoxornithidae, longtemps incluse dans le genre Alcippe et considérée comme sous-espèce de F. cinereiceps, l'Alcippe à gorge rayée.

## Répartition
Cette espèce vit en Chine, en Inde et au Myanmar.

## Sous-espèces
Selon la classification de référence du Congrès ornithologique international (version 2.11, 2012) et d'après Alan P. Peterson, il existe deux sous-espèces :
- F. manipurensis manipurensis (Ogilvie-Grant, 1906) — Nord-Est de l'Inde, Myanmar et Sud-Ouest de la Chine
- F. manipurensis tonkinensis (Delacour & Jabouille, 1930) — Sud de la Chine et Nord du Vietnam